# Pfeil von Brabant 2016
Der Pfeil von Brabant 2016 war ein belgisches Straßenradrennen mit Start in Löwen und Ziel nach 203 km in Overijse. Das Eintagesrennen fand am Mittwoch, den 13. April 2016, statt. Es gehörte zur UCI Europe Tour 2016 und war dort in der Kategorie 1.HC eingestuft.

## Teilnehmende Mannschaften
| WorldTeams (8)- BMC Racing Team - Cannondale - Dimension Data - Etixx-Quick Step - Giant-Alpecin - IAM Cycling - Lotto-Soudal - Orica-GreenEDGE Professional Continental Teams (17)- Bardiani CSF - Bora-Argon 18 - CCC Sprandi Polkowice - Cofidis, Solutions Crédits - Direct Énergie - Drapac - Fortuneo-Vital Concept - Gazprom-RusVelo - Team Novo Nordisk - ONE Pro Cycling - Roompot-Oranje Peloton - Team Roth - Southeast-Venezuela - Stölting Service Group - Topsport Vlaanderen-Baloise - Verva ActiveJet - Wanty-Groupe Gobert |
| |

## Rennergebnis
| #      | Fahrer             | Team                        | Zeit       |
| ------ | ------------------ | --------------------------- | ---------- |
| Sieger | Petr Vakoč         | Etixx-Quick Step            | 4h 48' 50" |
| 2.     | Enrico Gasparotto  | Wanty-Groupe Gobert         | +0' 06"    |
| 3.     | Tony Gallopin      | Lotto Soudal                | +0' 12"    |
| 4.     | Bryan Coquard      | Direct Énergie              | +0' 20"    |
| 5.     | Michael Matthews   | Orica GreenEdge             | gl. Zeit   |
| 6.     | Sonny Colbrelli    | Bardiani CSF                | gl. Zeit   |
| 7.     | Maurits Lammertink | Roompot Oranje Peloton      | gl. Zeit   |
| 8.     | Julian Alaphilippe | Etixx-Quick Step            | gl. Zeit   |
| 9.     | Tom-Jelte Slagter  | Cannondale Pro Cycling Team | gl. Zeit   |
| 10.    | Loïc Vliegen       | BMC Racing Team             | gl. Zeit   |